# Dyessova letecká základna
Dyessova letecká základna (anglicky Dyess Air Force Base; kód IATA je DYS, kód ICAO KDYS, kód FAA LID DYS) je vojenská letecká základna letectva Spojených států amerických nacházející se přibližně jedenáct kilometrů jihozápadně od města Abilene ve státě Texas. Je domovskou základnou 7. bombardovacího křídla (7th Bomb Wing; 7 BW), které spadá pod Velitelství vzdušného boje (Air Combat Command). 7 BW je jedním z pouhých dvou bombardovacích křídel, vybaveným strategickým bombardérem Rockwell B-1 Lancer, přičemž druhým takovým je 28. bombardovací křídlo (28th Bomb Wing; 28 BW) z Ellsworthovy letecké základny v Jižní Dakotě.
Dyessova základna byla zprovozněna roku 1942, tehdy pod názvem „Abilene Army Air Base“. Později byla přejmenována na počest texaského rodáka, podplukovníka Williama Dyesse z řad již zaniklých United States Army Air Forces, přeživšího Bataanský pochod smrti za druhé světové války.